# Hadžy Radžabaŭ
Hadžy Murtazalievič Radžabaŭ (in bielorusso Гаджы Муртазаліевіч Раджабаў?; in russo Гаджи Муртазалиевич Раджабов?, Gadži Murtazalievič Radžabov; 27 ottobre 1995) è un lottatore russo naturalizzato bielorusso specializzato nella lotta libera.

## Palmarès
- Europei

Varsavia 2021: bronzo negli 92 kg
- Europei juniores

Istanbul 2018: oro negli 84 kg